# 巴伐利亞的約翰娜·索菲

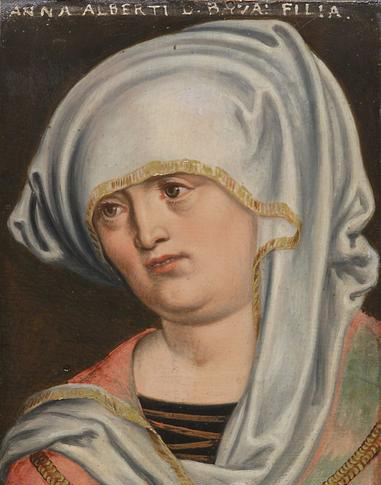
巴伐利亞的約翰娜·索菲

巴伐利亞的約翰娜·索菲（德語：Johanna Sophie von Bayern，約1373年—1410年11月15日），巴伐利亞公爵阿爾布雷希特一世的女兒，母親是布熱格的瑪格麗特。

## 家庭
1395年，約翰娜·索菲與奧地利公爵阿爾布雷希特四世結婚，兩人共有1子1女：
1. 瑪格麗特（1395年—1447年）
2. 阿爾布雷希特（1397年—1439年）